# Бад Фезлау
Бад Фезлау град је у Аустрији, смештен у источном делу државе. Значајан је град у покрајини Доњој Аустрији, у оквиру округа Баден.
Бад Фезлау је познато бањско лечилиште у Аустрији.

## Природне одлике
Бад Фезлау се налази у источном делу Аустрије, на 35 км јужно од главног града Беча.
Град Бад Фезлау се образовао на месту где се источни огранци Алпа спуштају у југозападни обод Бечке котлине. Надморска висина града је око 260 m. Околина града је позната по виноградарству.

## Становништво
| 1971.  | 1981.  | 1991.  | 2001.  | 2011.  |
| ------ | ------ | ------ | ------ | ------ |
| 10.204 | 10.524 | 11.055 | 10.998 | 10.309 |

Данас је Бад Фезлау град са око 11.000 становника. Последњих деценија број градског становништва се значајно повећава услед ширења градског подручја Беча.

## Галерија
- Старо бањско купалиште
- Главна римокатоличка црква
- Градски културни центар
- Здање Меркенштејн